# Brian Stepanek
Brian Stepanek (* 6. Februar 1971 in Cleveland, Ohio) ist ein US-amerikanischer Schauspieler.

## Leben
Stepanek kam an der High School mit der Schauspielerei in Berührung, sowohl bei Schulaufführungen als auch während landesweiter Theaterwettbewerbe in der Gilmour Academy. Seine größte Rolle war die des etwas verwirrten Hotelingineurs Arwin Hawkhauser in der Serie Hotel Zack & Cody. In dem oscarprämierten Film Green Book – Eine besondere Freundschaft übernahm er 2018 die Rolle eines rassistischen Hotelmanagers.
Stepanek war die Stimme von The Mathter in der Zeichentrickserie Kim Possible, Nugent the Dog in Ab durch die Hecke (2006), als ein Sector Seven Agent im Film Transformers zu sehen und spielte 2005 in dem Film Die Insel mit. Er hatte Gastauftritte in der Sitcom Malcolm mittendrin sowie eine wiederkehrende Rolle als Highschoollehrer in der Serie Young Sheldon. Er moderierte zusammen mit Phill Lewis die Disney Channel Games 2006 und 2007. Im Jahr 2008 moderierte er diese alleine.
Stepanek ist seit 2002 verheiratet und hat einen Sohn.

## Filmografie (Auswahl)

### Als Schauspieler
- 2000: The West Wing – Im Zentrum der Macht (The West Wing, Fernsehserie, Folge 2x06)
- 2001: Kissing Jessica (Kissing Jessica Stein)
- 2002: Mord nach Plan (Murder by Numbers)
- 2002: Friday After Next
- 2002: JAG – Im Auftrag der Ehre (JAG, Fernsehserie, Folge 8x06)
- 2003: Hallo Holly (What I Like About You, Fernsehserie, Folge 1x16)
- 2003: Six Feet Under – Gestorben wird immer (Six Feet Under, Fernsehserie, Folge 3x09)
- 2003: Malcolm mittendrin (Malcolm in the Middle, Fernsehserie, Folge 4x20)
- 2005: Die Insel (The Island)
- 2005–2008: Hotel Zack & Cody (The Suite Life of Zack & Cody, Fernsehserie, 27 Folgen)
- 2007: Transformers
- 2008: R.L. Stines Geistermeister – Besuch aus dem Jenseits (Mostly Ghostly)
- 2008: Brian O’Brian (Fernsehserie, 20 Folgen)
- 2008–2011: Zack & Cody an Bord (The Suite Life on Deck, Fernsehserie, 3 Folgen)
- 2009: KikeriPete (Hatching Pete, Fernsehfilm)
- 2011: Mike & Molly (Fernsehserie, Folge 2x06)
- 2011: Beverly Hills Chihuahua 2
- 2012–2013: Two and a Half Men (Fernsehserie, 2 Folgen)
- 2013: Dark Skies – Sie sind unter uns (Dark Skies)
- 2013: Pain and Gain
- 2014: Mom (Fernsehserie, Folge 1x18)
- 2014: Jessie (Fernsehserie, 3x09)
- 2014: Versprochen ist versprochen 2 (Jingle All the Way 2)
- 2014–2015: Voll Vergeistert (The Haunted Hathaways, Fernsehserie, 3 Folgen)
- 2014–2018: Nicky, Ricky, Dicky & Dawn (Fernsehserie)
- 2016: The Middle (Fernsehserie, Folge 7x19)
- 2017: Longmire (Fernsehserie, Folge 6x02)
- 2017–2024: Young Sheldon (Fernsehserie, 21 Folgen)
- 2018: Green Book – Eine besondere Freundschaft (Green Book)
- 2021: Weihnachten bei den echten Louds (A Loud House Christmas, Fernsehfilm)
- 2022–2024: Willkommen bei den echten Louds (The Really Loud House, Fernsehserie)
- 2023: Halloween bei den echten Louds (Fernsehfilm)

### Als Synchronsprecher
- 2004: Ein Löwe in Las Vegas (Father of the Pride, Fernsehserie, 4 Folgen)
- 2006: Ab durch die Hecke (Over the Hedge)
- 2006: Schweinchen Wilbur und seine Freunde (Charlotte’s Web)
- 2007: Kim Possible (Fernsehserie, Folge 4x12)
- 2008: Bolt – Ein Hund für alle Fälle (Bolt)
- 2010–2012: Kick Buttowski – Keiner kann alles (Kick Buttowski: Suburban Daredevil, Fernsehserie, 13 Folgen)
- 2015: Home – Ein smektakulärer Trip (Home)
- seit 2016: Willkommen bei den Louds (The Loud House, Fernsehserie)
- 2017–2024: Young Sheldon (Fernsehserie)
- 2021: Willkommen bei den Louds – Der Film (The Loud House Movie)